# Кадзо
Кадзо (яп. 加須市 Кадзо-си) — город в Японии, находящийся в префектуре Сайтама. Площадь города составляет 133,47 км², население — 112 631 человек (1 августа 2014), плотность населения — 843,87 чел./км².

## Географическое положение
Город расположен на острове Хонсю в префектуре Сайтама региона Канто. С ним граничат города Гёда, Куки, Ханю, Коносу, Тотиги, Кога и посёлок Итакура.

## Население
Население города составляет 112 631 человек (1 августа 2014), а плотность — 843,87 чел./км². Изменение численности населения с 1980 по 2005 годы:
| 1980 | 86 506 чел.  |  |
| 1985 | 92 228 чел.  |  |
| 1990 | 100 697 чел. |  |
| 1995 | 115 198 чел. |  |
| 2000 | 117 777 чел. |  |
| 2005 | 115 497 чел. |  |

## Символика
Деревом города считается гинкго, цветком — Rhododendron indicum.